# Kallsjön, Halland
Kallsjön är en sjö i Halmstads kommun i Halland och ingår i Fylleåns huvudavrinningsområde. Sjöns area är 0,016 kvadratkilometer och den är belägen 150 meter över havet.